# Tăng hoàng hậu (Minh Thiệu Tông)
Hiếu Nghị Tương Hoàng hậu (chữ Hán: 孝毅襄皇后; 1605 - 1646), Hoàng hậu duy nhất của Minh Thiệu Tông Long Vũ Đế, Hoàng đế thứ hai nhà Nam Minh.
Bà cũng là Hoàng hậu đầu tiên của nhà Nam Minh, không xét các vị Hoàng hậu nhà Minh từ thời Sùng Trinh Đế trở về trước. Bên cạnh đó, bà còn là một trong hai Hoàng hậu duy nhất trong lịch sử Trung Quốc sống theo chế độ tần ngự, tức một vợ một chồng (bên cạnh Hiếu Thành Kính Hoàng hậu, chính thất của Minh Hiếu Tông Chu Hựu Đường), ngoài bà ra Long Vũ Đế không lập thêm thiếp khác.

## Cuộc đời
Hiếu Nghị Tương Hoàng hậu mang họ Tăng, không có nhiều ghi chép về tiểu sử của bà. Năm 1636, Sùng Trinh Đế tước phong vị của ông và bị quản thúc tại Phượng Dương, chính bà đã cùng ông san sẻ những khó khăn trong lúc ông bị giam cầm.
Bà lên ngôi khi nhà Nam Minh đã có những dấu hiệu khủng hoảng, tuy nhiên bà là thê tử duy nhất của Minh Thiệu Tông, ông hết mực chung tình, ngoài bà ra ông chưa từng nạp ai làm thiếp cho mình.
Năm 1645, quân Mãn Thanh tấn công Nam Kinh, Chu Duật Kiện phải chạy sang Hàng Châu. Tháng 8 năm đó, theo kiến nghị của bá quan, ông xưng Giám quốc tại Phúc Kiến, sau chuyển tới Phúc Châu, lấy niên hiệu là Long Vũ (隆武), năm sau bà sinh cho ông đứa con trai duy nhất của cả hai người, Chu Lâm Nguyên (朱琳源; 1646) nhưng lại chết yểu 2 tháng sau đó, được truy thụy là Trang Kính Thái tử (莊敬太子). Cuối hè năm 1646, Trịnh Chi Long, đồng minh mạnh nhất của Minh triều đầu hàng nhà Thanh, quyết định không tiếp tục hỗ trợ cho chính quyền của Long Vũ, trong khi đó Trịnh Thành Công đã cố găng ngăn cản việc đầu hàng của cha mình nhưng không thành công.
Bà và Long Vũ Đế bị bỏ lại cùng một vài quần thần trong tình trạng suy yếu. Vào ngày 6 tháng 10 năm 1646, Hoàng hậu bị bắt và bị treo cổ ngay ngày hôm đó. Vĩnh Lịch Đế tôn Tăng thị làm Tư Văn Hoàng hậu (思文皇后), sau này cải thành Hiếu Nghị Tương Hoàng hậu (孝毅襄皇后), cuối cùng là Hiếu Nghị Trinh Liệt Từ Túc Hiền Minh Thừa Thiên Xương Thánh Tương Hoàng hậu (孝毅貞烈慈肅賢明承天昌聖襄皇后).